# Popis integrala logaritamskih funkcija
Slijedi popis integrala (antiderivacija funkcija) logaritamskih funkcija. Za potpun popis integrala funkcija, pogledati tablica integrala i popis integrala.
Valja uočiti: u članku se pretpostavlja da vrijedi x>0.
{\displaystyle \int \ln cx\;dx=x\ln cx-x+C}
{\displaystyle \int \ln(ax+b)\;dx=x\ln(ax+b)-x+{\frac {b}{a}}\ln(ax+b)+C}
{\displaystyle \int (\ln x)^{2}\;dx=x(\ln x)^{2}-2x\ln x+2x+C}
{\displaystyle \int (\ln cx)^{n}\;dx=x(\ln cx)^{n}-n\int (\ln cx)^{n-1}dx+C}
{\displaystyle \int {\frac {dx}{\ln x}}=\ln |\ln x|+\ln x+\sum _{i=2}^{\infty }{\frac {(\ln x)^{i}}{i\cdot i!}}+C}
{\displaystyle \int {\frac {dx}{(\ln x)^{n}}}=-{\frac {x}{(n-1)(\ln x)^{n-1}}}+{\frac {1}{n-1}}\int {\frac {dx}{(\ln x)^{n-1}}}+C\qquad {\mbox{(za }}n\neq 1{\mbox{)}}}
{\displaystyle \int x^{m}\ln x\;dx=x^{m+1}\left({\frac {\ln x}{m+1}}-{\frac {1}{(m+1)^{2}}}\right)+C\qquad {\mbox{(za }}m\neq -1{\mbox{)}}}
{\displaystyle \int x^{m}(\ln x)^{n}\;dx={\frac {x^{m+1}(\ln x)^{n}}{m+1}}-{\frac {n}{m+1}}\int x^{m}(\ln x)^{n-1}dx+C\qquad {\mbox{(za }}m\neq -1{\mbox{)}}}
{\displaystyle \int {\frac {(\ln x)^{n}\;dx}{x}}={\frac {(\ln x)^{n+1}}{n+1}}+C\qquad {\mbox{(za }}n\neq -1{\mbox{)}}}
{\displaystyle \int {\frac {\ln {x^{n}}\;dx}{x}}={\frac {(\ln {x^{n}})^{2}}{2n}}+C\qquad {\mbox{(za }}n\neq 0{\mbox{)}}}
{\displaystyle \int {\frac {\ln x\,dx}{x^{m}}}=-{\frac {\ln x}{(m-1)x^{m-1}}}-{\frac {1}{(m-1)^{2}x^{m-1}}}+C\qquad {\mbox{(za }}m\neq 1{\mbox{)}}}
{\displaystyle \int {\frac {(\ln x)^{n}\;dx}{x^{m}}}=-{\frac {(\ln x)^{n}}{(m-1)x^{m-1}}}+{\frac {n}{m-1}}\int {\frac {(\ln x)^{n-1}dx}{x^{m}}}+C\qquad {\mbox{(za }}m\neq 1{\mbox{)}}}
{\displaystyle \int {\frac {x^{m}\;dx}{(\ln x)^{n}}}=-{\frac {x^{m+1}}{(n-1)(\ln x)^{n-1}}}+{\frac {m+1}{n-1}}\int {\frac {x^{m}dx}{(\ln x)^{n-1}}}+C\qquad {\mbox{(za }}n\neq 1{\mbox{)}}}
{\displaystyle \int {\frac {dx}{x\ln x}}=\ln \left|\ln x\right|+C}
{\displaystyle \int {\frac {dx}{x^{n}\ln x}}=\ln \left|\ln x\right|+\sum _{i=1}^{\infty }(-1)^{i}{\frac {(n-1)^{i}(\ln x)^{i}}{i\cdot i!}}+C}
{\displaystyle \int {\frac {dx}{x(\ln x)^{n}}}=-{\frac {1}{(n-1)(\ln x)^{n-1}}}+C\qquad {\mbox{(za }}n\neq 1{\mbox{)}}}
{\displaystyle \int \ln(x^{2}+a^{2})\;dx=x\ln(x^{2}+a^{2})-2x+2a\tan ^{-1}{\frac {x}{a}}+C}
{\displaystyle \int {\frac {x}{x^{2}+a^{2}}}\ln(x^{2}+a^{2})\;dx={\frac {1}{4}}\ln ^{2}(x^{2}+a^{2})+C}
{\displaystyle \int \sin(\ln x)\;dx={\frac {x}{2}}(\sin(\ln x)-\cos(\ln x))+C}
{\displaystyle \int \cos(\ln x)\;dx={\frac {x}{2}}(\sin(\ln x)+\cos(\ln x))+C}
{\displaystyle \int e^{x}\left(x\ln x-x-{\frac {1}{x}}\right)\;dx=e^{x}(x\ln x-x-\ln x)+C}
{\displaystyle \int {\frac {1}{e^{x}}}\left({\frac {1}{x}}-\ln x\right)\;dx={\frac {\ln x}{e^{x}}}+C}
{\displaystyle \int e^{x}\left({\frac {1}{\ln x}}-{\frac {1}{x\ln ^{2}x}}\right)\;dx={\frac {e^{x}}{\ln x}}+C}